# Shinsekai yori
Shinsekai yori (新世界より? lett. "Dal nuovo mondo"), altresì noto come From the New World, è un romanzo giapponese di Yusuke Kishi che è stato pubblicato il 23 gennaio 2008 da Kōdansha. L'opera è nota per aver vinto il 29º Premio Nihon SF Taisho. Un adattamento manga di Tōru Oikawa è stato serializzato sulla rivista Bessatsu Shōnen Magazine di Kōdansha tra il 9 maggio 2012 e il 9 giugno 2014. Un adattamento anime di venticinque episodi, prodotto dalla A-1 Pictures, è stato trasmesso in Giappone tra il 29 settembre 2012 e il 23 marzo 2013.

## Trama

### Prima Parte
Ambientato in un Giappone futuro di mille anni, Shinsekai yori racconta le vicende di Saki, una ragazza del 66º distretto di Kamisu. In questa epoca tutti gli umani possiedono potenti abilità di telecinesi e vivono in modo idilliaco in villaggi agrari. Nonostante la paura dei genitori che non potesse svegliare il potere dentro di sé, Saki ottiene i suoi poteri all'età di dodici anni e si unisce ai suoi amici Satoru, Maria, Mamoru, Shun e Reiko all'accademia per sviluppare i poteri. Ma i ragazzi non sono consapevoli che il consiglio della città monitora e influenza i ragazzi attraverso l'insegnamento. Secondo alcuni criteri di valutazione, alcuni studenti sono rimossi dalla società, come chi non riesce a padroneggiare i poteri, come Reiko, o chi viola le regole. Gli studenti rimossi vengono presto dimenticati da tutti gli altri ragazzi; Saki e i suoi amici non hanno alcun ricordo di Reiko. Più avanti, durante un campeggio non supervisionato dai professori, Saki e i suoi amici si imbattono in un Falso Nudibianco, una leggendaria creatura che si scopre essere un antico dispositivo contenente una biblioteca. Il Falso Nudibianco svela ai ragazzi gli atroci crimini dei loro antenati e cosa si cela dietro i loro poteri.
Nel 2013 d.C. solo lo 0,1% della popolazione possedeva il potere della telecinesi, usandolo per alterare la società in cui vivevano. Subito dopo che il potere comparve, i possessori lo usarono per commettere crimini e violenze. Ciò portò al collasso della società moderna e a una guerra mondiale che devastò l'umanità. Dopo la caduta della società moderna, imperi feudali e oppressivi nacquero in tutto il mondo. Anche questi regimi piombarono nel caos a causa della violenza del potere degli uomini. Infine, i possessori del potere instaurarono una stabile società modificando il genoma umano e impartendo una rigida educazione sin dai primi anni di vita in modo tale da rendere l'uomo incapace di far del male ad un altro essere umano (inibizione d'attacco). Se l'umano riesce comunque ad uccidere un altro essere umano, la Ritorsione Mortale viene attivata dall'organismo, causando un collasso degli organi e la morte istantanea dell'omicida. I villaggi usano animali mutati geneticamente per vari scopi. I Mostro Ratti sono delle talpe che assomigliano agli umani, parlano la loro lingua e vivono in un sistema di eusocialità sotto il comando della loro regina. I Gatti Immondi sono felini usati per uccidere i ragazzi che presentano la possibilità di sviluppare uno di questi disordini: il demone del peccato (業魔?, Gōma), che non è in grado di controllare i suoi poteri, e il meta-demone (悪鬼?, Akki), che non sono affetti dall'inibizione d'attacco e dalla Ritorsione Mortale, e possono usare i loro poteri per far del male ad altri esseri umani.
Mentre interrogano il Falso Nudibianco, Saki e i suoi amici vengono sorpresi dal monaco Rijin. Distrugge il Falso Nudibianco e sigilla apparentemente il potere dei bambini per aver parlato con un demone. Mentre si dirigono verso il villaggio per poter essere giudicati, Rijin viene ucciso da un Mostro Ratto straniero e Saki e Satoru si dividono dagli altri amici. Vengono catturati da un Mostro Ratto della colonia straniera. Usando degli oggetti trovati durante il campeggio, Saki e Satoru riescono a scappare dalla prigione. Durante la fuga si imbattono in un altro Mostro Ratto, Squealer, della colonia Mosca Predone che li mette in salvo. Saki e Satoru aiutano Squealer e la sua colonia a sconfiggere i Mostro Ratti invasori, più tardi aiutati dal generale Kiroumaru e la sua colonia del Grande Calabrone, quella più fedele agli umani. Riunendosi con gli altri amici grazie all'aiuto di Squealer e del generale Kiroumaru, Saki ripristina il potere degli amici, usando lo stesso metodo di ipnosi che il villaggio usa per controllare i bambini, per poi tornare finalmente al villaggio con l'idea che gli adulti non fossero a conoscenza delle vicende affrontate.

### Seconda Parte
Due anni dopo, mentre Saki e i suoi amici affrontano l'adolescenza e si impegnano in relazioni, Shun inizia a distaccarsi dal gruppo e poi sparisce. Saki trova Shun in una casa abbandonata e scopre che è diventato un demone del peccato ed è stato condannato a morire in isolamento. Dopo essersi trattenuto per tutta la durata dell'incontro con Saki, Shun le dice di scappare e l'avvisa che gli adulti sono a conoscenza delle loro trasgressioni compiute due anni prima. Alla fine usa il suo stesso potere per porre fine alla sua vita. Successivamente, a differenza di quanto è avvenuto con Reiko, Saki e i suoi amici iniziano ad avvertire l'assenza di Shun, anche se non riescono a ricordarlo. 
In seguito, Saki viene a sapere che la sopravvivenza sua e dei suoi amici è stata orchestrata dal Consiglio d'Istruzione e dal capo del Comitato Etico Tomiko Asahina, che vede Saki come un potenziale successore. Più tardi, Mamoru e Maria sono costretti a scappare in seguito a un tentativo del Consiglio d'Istruzione di epurare Mamoru. Squealer, ribattezzato dagli umani come Yakomaru come ricompensa per la sua utilità, li aiuta inscenando la loro morte. Tuttavia, dopo aver trovato la regina della colonia di Mostroratti lobotomizzata e dopo aver scoperto che Yakomaru ha acquisito un falso Nudibianco, Saki inizia ad avere sogni di un bambino senza volto che le dice di non trovare Mamoru e Maria perché devono morire.

### Terza Parte
Anni dopo gli eventi delle prime due parti Saki, ora 26enne, lavora per il governo del villaggio nel "Dipartimento di Gestione dei Mutanti" che supervisiona i Mostroratti. La colonia di Yakomaru nel frattempo è salita lentamente al potere conquistando altre colonie e spazzando via la colonia del Calabrone Gigante, attaccando infine Kamisu 66 con quello che si crede essere un demone che i Mostroratti chiamano "Messia". Questa persona si rivela poi essere prole di Mamoru e Maria, cresciuta da Yakomaru in seguito all'uccisione dei genitori. 

## Personaggi

### Personaggi principali

I personaggi principali da bambini (da sinistra verso destra): Shun, Satoru, Saki, Maria e Mamoru

Saki Watanabe (渡辺 早季?, Watanabe Saki)
Doppiata da: Risa Taneda (12, 14, 26 anni), Aya Endō (narratore, 36 anni)
Saki è il personaggio principale femminile della storia, ha inizialmente dei capelli castani corti e litiga spesso con Satoru. Due anni dopo, i suoi capelli crescono all'altezza delle spalle e diventa la fidanzata di Maria. Nonostante ciò, i suoi sentimenti per Shun rimangono forti. Dopo numerosi incidenti, è desiderosa di scoprire la verità dietro i segreti della città. Tomiko rivela inoltre che possiede una forte stabilità mentale capace di superare le situazioni difficili. Dopo un secondo salto temporale lavora al Dipartimento di controllo delle Esospecie con l'incarico di ricercare e regolamentare le colonie dei Mostroratti (バケネズミ?, Bakenezumi). Nel finale sposa Satoru e succede a Tomiko come capo del Comitato Etico.
Satoru Asahina (朝比奈 覚?, Asahina Satoru)
Doppiato da: Kanako Tōjō (12 anni), Yūki Kaji (14, 26, 36 anni)
Satoru è il personaggio principale maschile della storia ed è un ragazzo energico e malizioso a cui piace litigare con Saki. È anche un buon osservatore, intelligente ed abile nell'utilizzo della telecinesi. Dopo il salto temporale, Satoru diventa il fidanzato di Shun, ma appena dopo che i due si lasciano inizia a frequentare un altro ragazzo per breve tempo. Dopo un secondo salto temporale, diventa il partner di Saki, nonché il suo amico più intimo. Dopo la battaglia con i Mostroratti, Satoru scopre l'inquietante verità sulla loro origine e, anni dopo, diventa il marito di Saki.
Maria Akizuki (秋月 真理亜?, Akizuki Maria)
Doppiata da: Kana Hanazawa
Maria ha dei lunghi capelli rossi e viene indicata come la ragazza più popolare della sua classe. Dopo il salto temporale, sviluppa dei sentimenti nei confronti di Saki e diventa la sua fidanzata, anche se in seguito forma una coppia con Mamoru. È particolarmente dotata nella materia della manipolazione del movimento (in particolare nella levitazione). Dopo che Mamoru fugge via, decide di lasciare gli altri per rimanere con lui. Più tardi viene rivelato che lei e Mamoru hanno avuto un figlio (una figlia nella serie animata).
Shun Aonuma (青沼 瞬?, Aonuma Shun)
Doppiato da: Mai Tōdō (12 anni), Ayumu Murase (14 anni)
Shun è il membro più intelligente e composto del gruppo ed è capace di riflettere in qualsiasi situazione. È anche molto ben informato. Viene indicato come l'utilizzatore più talentuoso della telecinesi nella loro generazione. Dopo il salto temporale, diventa il fidanzato di Satoru, ma più tardi decide di lasciarlo. La sua coscienza perde il controllo della sua telecinesi, facendolo diventare un demone del peccato (業魔?, gōma). In seguito si scopre che Shun ha sempre amato Saki, ma ha scelto di evitarla a causa del suo potere incontrollabile.
Mamoru Itō (伊東 守?, Itō Mamoru)
Doppiato da: Haruka Kudō (12 anni), Motoki Takagi (14 anni)
Mamoru è il membro più timido e meno talentuoso del gruppo. Dopo il salto temporale, inizia ad avere una cotta per Maria e alla fine i due formano una coppia. Dopo essere venuto a conoscenza dei piani del provveditorato agli studi per disfarsi di lui, fugge dal villaggio e si nasconde tra le montagne. In seguito Maria gli promette che non si sarebbero separati mai più, unendosi a lui nella fuga e lasciando gli altri indietro. I due hanno poi un bambino che viene rubato da Squealer e viene cresciuto come il "messia" con l'obiettivo di farlo diventare un meta-demone (悪鬼?, akki).

### Umani
Tomiko Asahina (朝比奈 富子?, Asahina Tomiko)
Doppiata da: Yoshiko Sakakibara
La nonna di Satoru, nonché il capo del Comitato Etico. Sceglie come successore Saki dato che possiede una forte stabilità mentale così come le qualità tipiche di un leader. Proprio per questo motivo chiede al provveditorato agli studi di non eliminare Saki e i suoi amici nonostante fossero venuti a conoscenza della vera storia dell'umanità. Rivela anche che è stato il provveditorato stesso ad aver cancellato i loro brutti ricordi del passato per proteggere le menti dei concittadini. Grazie all'abilità di rigenerare i telomeri delle proprie cellule, Tomiko è riuscita a prolungare la sua vita, avendo vissuto per più di 250 anni. Ha pure avuto un incontro ravvicinato con un meta-demone in passato.
Shisei Kaburagi (鏑木 肆星?, Kaburagi Shisei)
Doppiato da: Takanori Hoshino
Il consulente del Comitato per la Sicurezza, nonché l'utilizzatore più potente della telecinesi nel villaggio. Indossa una maschera con cappuccio e ha due iridi per occhio, capaci di avvertire e anticipare attacchi da tutte le direzioni. Rimane calmo e sicuro di sé durante la rappresaglia contro l'attacco dei Mostroratti al villaggio ma è comunque impotente davanti a un meta-demone.
Hiromi Torigai (鳥飼 宏美?, Torigai Hiromi)
Doppiata da: Yuri Amano
Presidente del provveditorato agli studi. È la più ansiosa e cauta dei rappresentanti del consiglio.
Masayo Komatsuzaki (小松崎 昌代?, Komatsuzaki Masayo)
Doppiata da: Kaori Yamagata
Vice presidente del provveditorato agli studi.
Koufuu Hino (日野 光風?, Hino Kōfū)
Doppiato da: Kishō Taniyama
Il rappresentante del Comitato per l'Occupazione. Viene ucciso da un attacco a sorpresa dei Mostroratti durante il festival estivo.
Mizuho Watanabe (渡辺 瑞穂?, Watanabe Mizuho)
Doppiata da: Miki Itō
La madre di Saki, nonché capo della biblioteca. Affida a Saki la missione di trovare l'ultima arma di distruzione di massa "Psychobuster" per eliminare il meta-demone.
Takashi Sugiura (杉浦 敬?, Sugiura Takashi)
Doppiato da: Hiroki Tōchi
Il padre di Saki.
Inui (乾?, Inui)
Doppiato da: Kōsuke Toriumi
Un agente per la salvaguardia della vita selvaggia. Gli viene dato l'incarico di sterminare la colonia Mosca Predone e i suoi alleati ma la missione fallisce. Viene salvato da Kiroumaru e in seguito accompagna il gruppo di Saki a Tokyo per la sua missione.
Mushin (無瞋?, Mushin)
Doppiato da: Tamio Ōki
L'anziano capo sacerdote del Tempio della Purificazione. Conduce il rituale dei bambini che passano all'età adulta.
Rijin (離塵?, Rijin)
Doppiato da: Tomokazu Sugita
Un sacerdote del Tempio della Purificazione che sigilla la telecinesi dei bambini per aver infranto le leggi e, mentre li accompagna al tempio, rimane ucciso da un Canepalla (風船犬?, Fūsen inu).
Reiko Amano (天野 麗子?, Amano Reiko)
Doppiata da: Yui Horie
Il sesto membro del gruppo di Saki all'inizio della storia. È la prima studentessa ad essere uccisa da un gatto immondo (不浄猫?, fujō neko), a causa delle sue scarse prestazioni in classe.

### Mostroratti
Squealer (スクィーラ?, Sukwīra) / Yakomaru (野狐丸?, Yakomaru)
Doppiato da: Daisuke Namikawa
Inizialmente conosciuto come Squealer, è un umile membro della colonia Mosca Predone che aveva offerto una volta aiuto a Saki e Satoru. In qualche modo riesce ad ottenere il sapere e, grazie alla sua natura machiavelliana, guadagna abbastanza peso politico da diventare il comandante supremo della colonia Mosca Predone, titolo conferito insieme al nuovo nome 'Yakomaru'. Nonostante la sua colonia fosse in un primo momento debole e piccola, dopo il secondo salto temporale si dimostra in grado di fronteggiare quella dei Grandi Calabroni. All'inizio sembra essere fedele agli umani, ma in seguito si scopre che tramava nell'ombra per annientare la popolazione umana e liberare i Mostroratti. La sua grande missione viene contrastata da Saki e lui viene condannato agli 'Eterni Inferi', una punizione peggiore della morte. Saki alla fine gli concede segretamente una morte misericordiosa.
Kiroumaru (奇狼丸?, Kirōmaru)
Doppiato da: Hiroaki Hirata
Il comandante supremo della colonia Grande Calabrone. Nonostante avesse ricevuto ordine di uccidere i bambini, rischia la sua vita per aiutarli a fuggire. Molto più tardi la sua colonia viene distrutta da un meta-demone inviato da Yakomaru e riesce a sopravvivere a mala pena. Viene tenuto prigioniero per poco tempo nel Tempio della Purificazione prima di essere liberato da Saki. In seguito aiuta Saki e il suo gruppo a Tokyo e alla fine sacrifica la sua vita per sconfiggere il "messia".
Squnk (スクォンク?, Sukwonku)
Doppiato da: Kanehira Yamamoto
Un membro della colonia Alicapro. Viene salvato da Saki mentre annega in un fiume e successivamente, due anni dopo, ripaga il favore salvando Mamoru dopo che questi cade da una rupe.

## Media

### Romanzo
Il romanzo, scritto dall'autore giapponese Yusuke Kishi ed edito da Kōdansha, è stato originariamente pubblicato il 23 gennaio 2008 in due volumi. In seguito è stato ripubblicato il 7 agosto 2009 in un singolo volume sotto l'etichetta Kōdansha Novels e il 14 gennaio 2011 in tre volumi sotto quella della Kōdansha Bunko. L'opera conta complessivamente più di mille pagine.

### Manga
L'adattamento manga del romanzo, disegnato da Tōru Oikawa, è stato serializzato sul Bessatsu Shōnen Magazine di Kōdansha dal 9 maggio 2012 al 9 giugno 2014. I vari capitoli sono stati raccolti in sette volumi tankōbon, pubblicati tra il 9 ottobre 2012 e l'8 agosto 2014. Nel 2013 la serie è stata licenziata in lingua inglese dalla Vertical Inc, che ha pubblicato il primo volume il 12 novembre 2013.

#### Volumi
| Nº | Data di prima pubblicazione | Data di prima pubblicazione | Data di prima pubblicazione |
| Nº | Giapponese                  | Giapponese                  |                             |
| -- | --------------------------- | --------------------------- | --------------------------- |
| 1  | 9 ottobre 2012              | ISBN 978-4-06-384745-1      |                             |
| 2  | 7 dicembre 2012             | ISBN 978-4-06-384778-9      |                             |
| 3  | 9 maggio 2013               | ISBN 978-4-06-384840-3      |                             |
| 4  | 9 settembre 2013            | ISBN 978-4-06-394924-7      |                             |
| 5  | 9 dicembre 2013             | ISBN 978-4-06-394957-5      |                             |
| 6  | 9 aprile 2014               | ISBN 978-4-06-395019-9      |                             |
| 7  | 8 agosto 2014               | ISBN 978-4-06-395142-4      |                             |

### Anime
L'adattamento anime della A-1 Pictures è stato trasmesso in Giappone tra il 29 settembre 2012 e il 23 marzo 2013. La serie non presenta sigle di apertura, bensì solo due di chiusura: la prima, usata dall'episodio uno, è Wareta ringo (割れたリンゴ? lett. «Mela affettata») di Risa Taneda; la seconda, subentrata a partire dall'episodio diciassette, è invece Yuki ni saku hana (雪に咲く花? lett. «Il fiore che sboccia nella neve») di Kana Hanazawa. In America del Nord i diritti sono stati acquistati dalla Sentai Filmworks.

#### Episodi
| Nº | Titolo italiano (traduzione letterale) Giapponese 「Kanji」 - Rōmaji | In onda           | In onda |
| Nº | Titolo italiano (traduzione letterale) Giapponese 「Kanji」 - Rōmaji | Giapponese        |         |
| 1  | La stagione delle nuove foglie 「若葉の季節」 - Wakaba no kisetsu | 29 settembre 2012 |         |
| 1  | Nell'anno 2011 iniziano ad apparire individui dotati di poteri psicocinetici, che lasciano una scia di morte e distruzione sul loro cammino. Mille anni dopo Saki Watanabe finalmente risveglia i suoi poteri e, dopo un rito di passaggio, si riunisce a scuola con i suoi amici che li avevano risvegliati prima di lei. Tuttavia uno di loro (Reiko) non riesce a controllare i suoi poteri allo stesso livello dei compagni e ben presto scompare misteriosamente. |                   |         |
| 2  | I bambini spariti 「消えゆく子ら」 - Kieyuku kora | 6 ottobre 2012    |         |
| 2  | Saki e i suoi amici prendono parte insieme a un torneo di palla dove devono controllare delle piccole bambole d'argilla con i loro poteri. La loro squadra sconfigge diversi avversari fino ad arrivare all'ultima partita, dove un membro del team nemico infrange le regole facendo concludere la finale in un pareggio. Dopo il torneo lo stesso studente non viene più visto. |                   |         |
| 3  | Il falso Nudibianco 「ミノシロモドキ」 - Minoshiro modoki | 13 ottobre 2012   |         |
| 3  | Mentre stanno al campo estivo insieme, i bambini ricordano la leggenda di una strana creatura nota come il "falso Nudibianco", che sembra portare alla morte chiunque le capiti sulla via. Desiderosi di saperne di più, riescono a trovare e catturare il Nudibianco, il quale con loro sorpresa inizia a parlargli. |                   |         |
| 4  | La storia macchiata di sangue 「血塗られた歴史」 - Chinurareta rekishi | 20 ottobre 2012   |         |
| 4  | I bambini imparano dal Nudibianco la verità sulla tragica storia dell'avvento dei poteri psicocinetici mille anni prima, per poi essere individuati da un sacerdote che sigilla i loro poteri e li scorta al tempio per farli giudicare delle loro azioni. Lungo la via sono attaccati da un gruppo di Mostroratti che vengono uccisi dal sacerdote fino a quando una creatura sopravvissuta si lancia verso di loro. |                   |         |
| 5  | Inseguimento in una notte calda 「逃亡の熱帯夜」 - Tōbō no nettaiya | 27 ottobre 2012   |         |
| 5  | La creatura esplode, uccidendo il sacerdote e se stessa. Indifesi davanti ai Mostroratti, i bambini scappano col risultato che Saki e il suo amico Satoru rimangono separati dagli altri e vengono catturati. Dopo essere fuggiti dalla prigionia, la coppia viene salvata da Squealer, un Mostroratto della tribù "Mosca Predone" che li porta dalla sua regina e gli chiede aiuto contro i "Ragni di Terra" che minacciano di devastare la sua colonia. Saki e Satoru non rivelano che i loro poteri sono sigillati e scappano quando l'invasione ha inizio. |                   |         |
| 6  | Fuga 「逃避行」 - Tōhikō | 3 novembre 2012   |         |
| 6  | Saki e Satoru rimangono intrappolati senza possibilità di fuga, quando Saki ricorda il mantra di Satoru e lo usa per fargli recuperare i poteri. Invece di scappare con lei, Satoru decide di combattere i Ragni di Terra con l'aiuto di Squealer e i guerrieri sopravvissuti di Mosca Predone. Dopo che il gruppo sopravvive a numerosi agguati del nemico, Satoru inizia a mostrare segni di fatica per l'abuso delle sue abilità, eppure nonostante le proteste di Saki continua a procedere finché non incontrano un enorme esercito. |                   |         |
| 7  | Oscurità estiva 「夏闇」 - Natsuyami | 10 novembre 2012  |         |
| 7  | La colonia Grande Calabrone arriva in soccorso di Mosca Predone ed annienta i Ragni di Terra. Satoru accetta di accompagnare Kiroumaru, capo dei Grandi Calabroni, alla tana dei Ragni di Terra, dove vengono attaccati dal loro comandante. Successivamente Satoru sospetta che Kiroumaru possa aver ricevuto ordine di uccidere lui e Saki, così scappano nella foresta guidati attraverso una scorciatoia da Squealer. Una volta giunti al fiume, si riuniscono con i loro amici. Mentre fanno ritorno in città incontrano Kiroumaru, che sorprendentemente gli dà una mano trainando la loro barca. Più tardi Saki ripristina i poteri anche a Shun e offre lo stesso aiuto agli altri. |                   |         |
| 8  | Presagio 「予兆」 - Yochō | 17 novembre 2012  |         |
| 8  | Due anni dopo i bambini entrano nella fase adolescenziale. Saki scopre che i suoi sentimenti per Shun non sono corrisposti, dato che inizia a uscire con Satoru, e perciò si fidanza con Maria. Ben presto Shun lascia Satoru e inizia pure ad allontanarsi da chiunque altro. Saki gli chiede quale sia il motivo e scopre da lui che gli adulti sono a conoscenza di che cosa accadde due anni prima. L'avverte anche di fare attenzione poiché il momento della loro punizione per le azioni del passato potrebbe essere vicino. |                   |         |
| 9  | Il vento crescente 「風立ちぬ」 - Kaze tachinu | 24 novembre 2012  |         |
| 9  | Shun smette di andare a scuola e i suoi amici iniziano a cercarlo, tentando di non attirare l'attenzione. Saki e Satoru decidono di andare al villaggio dove vive Shun, Pinewood, solo per trovare il luogo isolato dalle autorità e la sua casa distrutta. Più tardi di sera Saki chiede ai genitori che cosa sia realmente accaduto al villaggio, ma si rifiutano di dirle più di quanto possano fare. Poco dopo Saki riceve la visita di Maria che le rivela di aver scoperto insieme a Mamoru che la scuola possiede diversi gatti immondi e ne ha mandati due a dare la caccia a Shun. Saki corre subito ad avvertirlo ma si imbatte in uno dei gatti immondi. |                   |         |
| 10 | Più dell'oscurità 「闇よりも」 - Yami yorimo | 1º dicembre 2012  |         |
| 10 | Protetta da un amuleto datele da Shun, Saki riesce a sconfiggere il gatto impuro. Una volta raggiunto Shun, questi le rivela che il suo intero villaggio è andato distrutto a causa dei suoi poteri finiti fuori controllo, essendo diventato un demone del peccato. Saki inoltre viene a sapere da lui che le pesanti alterazioni della fauna e della flora del mondo esterno, avvenute negli ultimi mille anni, sono state causate dall'energia residua che gli umani emanano con i poteri di cui non sono in pieno controllo. La stessa cosa è accaduta al suo cane Subaru, che rimane ucciso mentre protegge il suo padrone da un altro gatto impuro, il quale viene subito dopo annientato da Shun. Con il poco tempo rimasto prima di venire ucciso dal suo stesso potere incontrollato, Shun rivela a Saki di averla sempre amata. |                   |         |
| 11 | Tuono lontano in inverno 「冬の遠雷」 - Fuyu no enrai | 8 dicembre 2012   |         |
| 11 | Come parte del loro corso, ogni studente deve fare coppia con un membro del sesso opposto per ulteriori esercitazioni. Un compagno di classe di Saki, Ryou, è interessato a scegliere lei, ma quando la ragazza capisce che egli non è chi si suppone debba essere, rifiuta la proposta e fa coppia con Satoru. Mentre parla con i suoi amici, Saki comprende che i loro ricordi sono stati alterati in modo che riconoscano Ryou come un membro del gruppo sin dall'infanzia al posto di Shun, il cui nome non riescono a ricordare. Appena vedono Mamoru farsi prendere dal panico a causa della situazione, Saki, Satoru e Maria decidono di tenerlo al di fuori della questione e continuare a investigare da soli, ma ben presto vengono convocati dalla nonna di Satoru, Tomiko, che si rivela essere il capo del Comitato Etico, cosa di cui nemmeno Satoru era a conoscenza. |                   |         |
| 12 | Legame debole 「弱い環」 - Yowai kan | 15 dicembre 2012  |         |
| 12 | Tomiko rivela a Saki la verità dietro i meta-demoni e i demoni del peccato, incluse le ragioni per cui gli adulti hanno sviluppato maniere forti per prevenire che essi appaiano. Le rivela anche di essere stata lei ad essere intervenuta per farla risparmiare insieme ai suoi amici dal provveditorato agli studi nonostante l'incidente del falso Nudibianco, poiché, secondo lei, Saki è la persona più adatta a diventare il suo successore. Qualche tempo dopo, Mamoru scappa misteriosamente da casa e Saki, Maria e Satoru approfittano di un'interruzione delle lezioni per cercarlo. |                   |         |
| 13 | Riunione 「再会」 - Saikai | 22 dicembre 2012  |         |
| 13 | Saki e gli altri seguono le tracce di Mamoru finché lo trovano in un luogo riparato. Lì incontrano anche Squnk, un Mostroratto che avevano conosciuto anni prima e che gli aveva appena salvato la vita. Mamoru rivela loro che ha lasciato il villaggio impaurito poiché è stato seguito per un po' di tempo dai gatti impuri, segno che il provveditorato agli studi ha deciso di eliminarlo. |                   |         |
| 14 | Fiocchi di neve 「雪華」 - Sekka | 5 gennaio 2013    |         |
| 14 | Saki e Satoru lasciano Maria con Mamoru e fanno ritorno al villaggio. Saki viene messa sotto torchio dal provveditorato agli studi, ma viene liberata dopo che Tomiko interviene a suo favore. Tomiko rivela che Saki e i suoi amici sono stati selezionati per un trattamento speciale sin dall'infanzia. Non hanno dovuto subire la maggior parte dei condizionamenti ipnotici né le alterazioni della memoria che normalmente vengono usati per inculcare obbedienza e docilità. Tomiko predice che il provveditorato darà ordine di uccidere Mamoru e Maria, ma afferma che può farlo ritardare di tre giorni. Saki e Satoru si muovono subito nel tentativo di riportare indietro i compagni prima che sia troppo tardi. |                   |         |
| 15 | Immagine persistente 「残像」 - Zanzō | 12 gennaio 2013   |         |
| 15 | Saki e Satoru continuano la ricerca di Maria e Mamoru finché un incidente lascia Saki svenuta, la quale si risveglia al fianco di Satoru in una capanna del villaggio Mosca Predone, dove incontrano ancora una volta Squealer, ora noto come Yakomaru. Quando i due vengono portati al cospetto della regina, vengono a sapere da Squealer che la colonia Mosca Predone, ora parte di una forte confederazione, ha fatto grandi progressi dal loro ultimo incontro, ma rimangono scioccati quando scoprono che la regina è stata imprigionata e lobotomizzata dai suoi stessi figli. Squealer sostiene che contenere la frenesia della regina mantenendo al contempo la sua capacità di riprodurre è necessario per il bene della colonia. Pur dubitando delle vere intenzioni di Yakomaru, la coppia si fa accompagnare da lui e dai suoi soldati alla tana della colonia Alicapro, dove vive Squnk, per chiedergli dove fossero andati i loro amici. Dopo che Yakomaru li chiama senza risposta, ha inizio un piccolo scontro tra le due parti finché Satoru usa il suo potere per fermarli. Finalmente riuniti con Squnk, Saki riceve da lui una lettera lasciata da Maria prima che partisse con Mamoru per luoghi sconosciuti. |                   |         |
| 16 | Alla mia amata Saki 「愛する早季へ」 - Aisuru Saki e | 19 gennaio 2013   |         |
| 16 | Saki legge la lettera d'addio di Maria, nella quale le chiede di dire al villaggio che lei e Mamoru sono morti. Nonostante le istruzioni di Maria e il tempo ridotto a un'unica giornata, Saki e Satoru continuano a cercarli. Man mano che perde la speranza, Saki comincia a fare incubi bizzarri e inquietanti dove un ragazzo dai lunghi capelli rossi le dice di non supportare la fuga dei suoi amici e che Maria deve morire. |                   |         |
| 17 | Passi di distruzione 「破滅の足音」 - Hametsu no ashioto | 26 gennaio 2013   |         |
| 17 | Diversi anni dopo, Saki, ormai ventiseienne, lavora al Dipartimento di controllo delle Esospecie, dove riceve una visita di Satoru che le porta notizie su un attacco immotivato tra i Mostroratti, i quali sono ormai divisi in due grandi alleanze. Kiroumaru e Yakomaru, i capi di ciascuna alleanza, vengono convocati per essere interrogati sull'accaduto, ma, dato che i due si scambiano accuse, non si raggiunge alcuna conclusione e il conflitto tra le due parti culmina in una guerra. Durante la prima battaglia Kiroumaru e l'esercito dei Grandi Calabroni annientano gli avversari, che per qualche motivo non includono membri della principale colonia nemica, ossia la Mosca Predone di Yakomaru. Poco tempo dopo Saki riceve un'altra visita di Satoru che la informa che i Grandi Calabroni sono stati annientati. |                   |         |
| 18 | Fiore scarlatto 「紅い花」 - Akai hana | 2 febbraio 2013   |         |
| 18 | Pur essendo condotta un'inchiesta sulla morte dei Grandi Calabroni, non viene trovata nessuna prova decisiva su come sia avvenuta con tanta facilità la loro sconfitta per mano di Mosca Predone, ma la mancanza di tracce di una qualsiasi arma mostra la possibilità che tutto ciò sia opera della telecinesi di un umano e per precauzione viene presa la decisione di distruggere la fazione di Yakomaru. Nonostante le preoccupazioni sulla questione dei Mostroratti, si svolge comunque il festival estivo nel villaggio e questi sfruttano l'opportunità per fare un attacco a sorpresa. Satoru e Saki si fanno prendere dall'agitazione ma vengono salvati da Shisei Kaburagi, il consulente del Comitato per la Sicurezza, che usa il suo potere eccezionale per scacciare il nemico. Con molte perdite a causa dell'attacco e il villaggio in stato di emergenza, Tomiko proclama che Yakomaru pagherà caro il suo tradimento. |                   |         |
| 19 | Oscurità 「暗闇」 - Kurayami | 9 febbraio 2013   |         |
| 19 | Dopo l'attacco dei Mostroratti, Saki e Satoru si uniscono ad altre tre persone e le accompagnano all'ospedale per controllare che un loro amico ferito stia bene. Appena giunti a destinazione, scoprono che il luogo è stato attaccato. Dopo aver liberato la zona dai Mostroratti e aver soccorso i sopravvissuti, il gruppo viene attaccato da un individuo sconosciuto che uccide chiunque gli si trovi davanti col suo potere schiacciante. Temendo che l'avversario in questione possa essere un meta-demone, il gruppo si divide per dare la possibilità a Saki e Satoru di fuggire ed avvertire il villaggio. Tuttavia, appena scappano lungo il fiume, i due si rendono presto conto di essere inseguiti dal nemico. |                   |         |
| 20 | Un posto freddo e soleggiato 「冷たい日だまり」 - Tsumetai hidamari | 16 febbraio 2013  |         |
| 20 | Saki e Satoru creano un diversivo e riescono a fuggire dalla barca prima che il meta-demone la incendi. Procedono dunque verso il villaggio nel tentativo di avvertirne gli abitanti, ma lungo la via vengono attaccati da un pesce mutante che si fa saltare in aria in una missione suicida. Saki viene fatta volare via dall'esplosione, rimanendo così separata da Satoru, e mentre si trova a mezz'aria ha delle allucinazioni di Shun. Il ragazzo è senza volto e Saki non riesce ancora a ricordare il suo nome o l'aspetto. Quando atterra, viene attaccata da un ragazzino che la scambia per un Mostroratto. I due si dirigono al villaggio, che ormai si trova nel caos ed è colmo di morti e feriti. I canali sono stati prosciugati per prevenire l'accesso dei pesci mutanti alla città, ma Saki si chiede se impedirne l'uso era proprio l'obiettivo di Yakomaru. Una volta trovata Tomiko, anche lei ferita, questi, in un primo momento incredula della presenza di un meta-demone, le dice di trovare il consiglio di sicurezza e avvertirlo del pericolo. Saki protesta, ma Tomiko le affida il Comitato Etico e le spiega che ora è compito suo proteggere la città. Saki lascia dunque l'ospedale, lasciando Tomiko indietro. |                   |         |
| 21 | Il fuoco che distrugge il mondo 「劫火」 - Gōka | 23 febbraio 2013  |         |
| 21 | Mentre Saki e Niimi decidono di andare al Tempio della Purificazione, Kaburagi dichiara guerra ai Mostroratti del Giappone, promettendo di eliminarli tutti. Tuttavia il meta-demone si avvicina e, dopo aver ucciso diversi umani, affronta Kaburagi. Proprio in quel momento Saki si rende conto che il meta-demone assomiglia molto a Maria. Satoru arriva appena in tempo per dire a Saki e Niimi di andarsene il prima possibile, affermando che nemmeno Kaburagi può uccidere un meta-demone. Kaburagi infatti riesce ad evitare il primo attacco dell'avversario, ma viene ben presto ucciso. Saki e gli altri scappano e incontrano un Mostroratto, il quale gli dice che da ora in poi sarà la loro razza a comandare e che il loro "messia" (il meta-demone) è stato mandato dal cielo per salvarli. Dopo aver ucciso il Mostroratto, Niimi si divide dal gruppo per andare al municipio mentre Saki e Satoru raggiungono il Tempio della Purificazione, dove scoprono che i genitori di Saki se ne sono già andati per liberare i gatti impuri contro il meta-demone. Qui trovano Inui, che gli racconta di come la sua squadra ha fallito la missione di annientare la colonia Mosca Predone e del suo primo incontro col meta-demone. Li informa anche che, quando fece ritorno al villaggio, trovò l'ospedale distrutto da un incendio e tutti i neonati rubati. È così che Satoru e Saki capiscono che Yakomaru ha ucciso Maria e Mamoru, preso il loro bambino e cresciuto per farlo diventare un meta-demone. Il nemico ha intenzione di far diventare i neonati un esercito di meta-demoni, per poi sfruttarli per annientare gli umani e dare vita all'impero dei Mostroratti. |                   |         |
| 22 | Tokyo 「東京」 - Tōkyō | 2 marzo 2013      |         |
| 22 | Inui rivela anche di essere stato salvato durante il viaggio di ritorno da Kiroumaru, il quale si trova ora sotto custodia nei sotterranei del Tempio. Subito dopo Saki riceve un pacco lasciatole dalla madre, grazie al quale viene a conoscenza di un'antica arma chiamata "Psychobuster", costruita dai normali umani con l'intenzione di uccidere coloro dotati del potere. Saki e Satoru fanno quindi visita a Kiroumaru, che gli offre il suo aiuto per il recupero dell'arma, e il trio parte insieme a Inui per le rovine di Tokyo, dove si trova lo Psychobuster. Tuttavia non riescono a superare le barricate dei Mostroratti senza farsi vedere e, quando arrivano in città, scoprono che il nemico, guidato da Yakomaru e il meta-demone, li sta inseguendo. |                   |         |
| 23 | Il volto del ragazzo 「少年の顔」 - Shōnen no kao | 9 marzo 2013      |         |
| 23 | Il gruppo di Saki cerca di farsi strada nelle gallerie insidiose di Tokyo, finché giungono a un fiume sotterraneo nascosto all'interno delle grotte. Si dividono in due gruppi: uno composto da Satoru e Kiroumaru per tenere impegnati gli inseguitori e l'altro formato da Saki e Inui per recuperare il sottomarino in modo da poter continuare la missione attraverso il fiume. Mentre si dirigono allo Psychobuster, i due vengono attaccati da un verme marino gigante e Inui sacrifica la sua vita per far continuare la missione a Saki. Dopo aver recuperato lo Psychobuster da un edificio abbandonato, Saki esce all'aperto, in direzione del sole verso l'alba. Mentre passa davanti alla scena di una Tokyo ormai fatiscente, ripensa alla sua ultima conversazione con Shun e subito dopo vede l'immagine di uno Shun adulto proprio di fronte a lei. |                   |         |
| 24 | Fiaccola nell'oscurità 「闇に燃えし篝火は」 - Yami ni moeshi kagaribi wa | 16 marzo 2013     |         |
| 24 | Kiroumaru trova Saki e la informa che Satoru è stato lievemente ferito mentre erano separati, affermando dunque che la mossa migliore sarebbe attirare il meta-demone e contrattaccare con lo Psychobuster. Mentre Satoru e Saki aspettano in una galleria, Kiroumaru si allontana per fare da esca. Quando il meta-demone entra nella galleria, Satoru crea uno specchio di fronte a lei. Inizialmente il meta-demone appare confuso, ma continua a non capire di essere umano e prova ad attaccarli. Per proteggere Saki, Satoru lancia lo Psychobuster verso il meta-demone, ma Saki lo incendia prima che infetti sia il nemico che Satoru, non volendo perdere il suo ultimo amico intimo. Non essendo riusciti a sconfiggere il meta-demone, Kiroumaru riappare per distrarlo velocemente e far fuggire i compagni. I tre si nascondono in un angolo delle gallerie per anticipare la prossima mossa di Yakomaru. Questi gli offre di negoziare ma il suo vero intento è di scoprire la loro posizione tramite le voci. Saki ricorda allora cosa aveva detto Shun inconsciamente, ossia che la fanciulla potrebbe non essere un meta-demone. Saki capisce così come possono vincere contro Yakomaru e il suo "messia". |                   |         |
| 25 | Dal nuovo mondo 「新世界より」 - Shin sekai yori | 23 marzo 2013     |         |
| 25 | Saki comprende che il meta-demone è stato condizionato a subire la ritorsione mortale dall'uccisione di Mostroratti e non di umani. Kiroumaru quindi, dopo aver chiesto a Saki di assicurarsi che almeno la sua colonia venga risparmiata dalla furia vendicativa degli umani, affronta il meta-demone travestito da umano, col risultato che muoiono entrambi. Con la ribellione ormai soppressa, Yakomaru, dopo aver rinunciato al suo titolo e aver ripreso il nome Squealer, viene processato e condannato agli "Eterni Inferi", una tortura straziante che prevede dolore e rigenerazione del corpo all'infinito. Tuttavia più tardi Satoru rivela a Saki che, analizzando il DNA dei Mostroratti, ha scoperto che venne creato aggiungendo DNA di ratto a quello degli umani normali per prevenire che diventassero una minaccia per coloro dotati della telecinesi. Saki fa quindi visita a Squealer e, certa del fatto che avesse sofferto già abbastanza, gli concede una morte misericordiosa. Dieci anni dopo Satoru e Saki, ora marito e moglie, aspettano il loro primo bambino e si augurano che il mondo diventi presto un posto migliore per il suo bene. |                   |         |

## Accoglienza
Nel 2008 il romanzo ha vinto il 29º Premio Nihon SF Taisho.